# Boky
Boky este o arie protejată (arie specială de conservare — SAC, sit de importanță comunitară — SCI) din Slovacia întinsă pe o suprafață de 168,04 ha, integral pe uscat.

## Localizare
Centrul sitului Boky este situat la coordonatele 48°34′05″N 19°01′24″E / 48.568056°N 19.023333°E.

## Înființare
Situl Boky a fost declarat sit de importanță comunitară în aprilie 2004 pentru a proteja 10 specii de animale. Situl a fost protejat și ca arie specială de conservare în martie 2004.

## Biodiversitate
Situată în ecoregiunea alpină, aria protejată conține 8 habitate naturale: Păduri pe pante, grohotișuri și ravene de Tilio-Acerion, Păduri de fag Asperulo-Fagetum, Pante stâncoase silicioase cu vegetație casmofită, Păduri panonice cu Quercus pubescens, Păduri panonice cu Quercus petraea și Carpinus betulus, Roci stâncoase cu vegetație pionieră de Sedo-Scleranthion sau Sedo albi-Veronicion dillenii, Pajiști stepice subpanonice, Grohotișuri silicioase medio-europene, la altitudine înaltă.
La baza desemnării sitului se află mai multe specii protejate:
- mamifere (4): liliac cârn (Barbastella barbastellus), liliac cu urechi mari (Myotis bechsteinii), liliac cărămiziu (Myotis emarginatus), liliac comun (Myotis myotis)
- nevertebrate (6): croitorul mare al stejarului (Cerambyx cerdo), Cucujus cinnaberinus, Limoniscus violaceus, rădașcă (Lucanus cervus), Osmoderma eremita, gândacul de apă (Rhysodes sulcatus)

Pe lângă speciile protejate, pe teritoriul sitului au mai fost identificate 23 de specii de plante, 2 specii de amfibieni, 9 specii de mamifere, 2 specii de nevertebrate, 4 specii de reptile.